# Kangaroo Island Council
Kangaroo Island är en kommun i Australien.   Den ligger i delstaten South Australia, i den södra delen av landet, 1 100 km väster om huvudstaden Canberra. Antalet invånare är 4 553. Kangaroo Island ligger på ön Kangaroo Island.
Följande samhällen finns i Kangaroo Island:
- Kingscote
- Emu Bay
- Penneshaw
- American River